# كينيث نورمان جونز
كينيث نورمان جونز (بالإنجليزية: Kenneth Norman Jones)‏ هو موظف مدني أسترالي، ولد في 17 أبريل 1924 في بوندابيرج في أستراليا.